# Sunnhampa
Sunnhampa (Crotalaria juncea) är en ärtväxtart som beskrevs av Carl von Linné. Enligt Catalogue of Life ingår Sunnhampa i släktet sunnhampor och familjen ärtväxter, men enligt Dyntaxa är tillhörigheten istället släktet sunnhampor och familjen ärtväxter. Arten har ej påträffats i Sverige. Inga underarter finns listade i Catalogue of Life.

## Bildgalleri

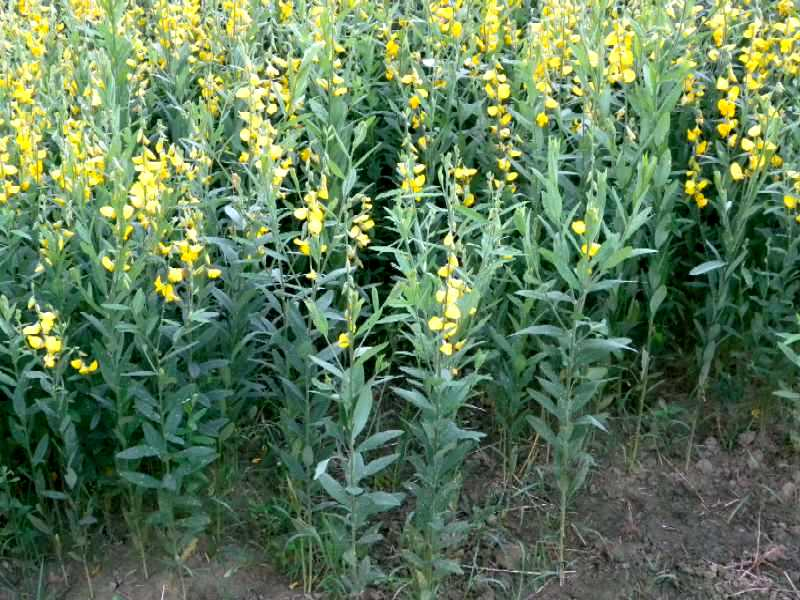
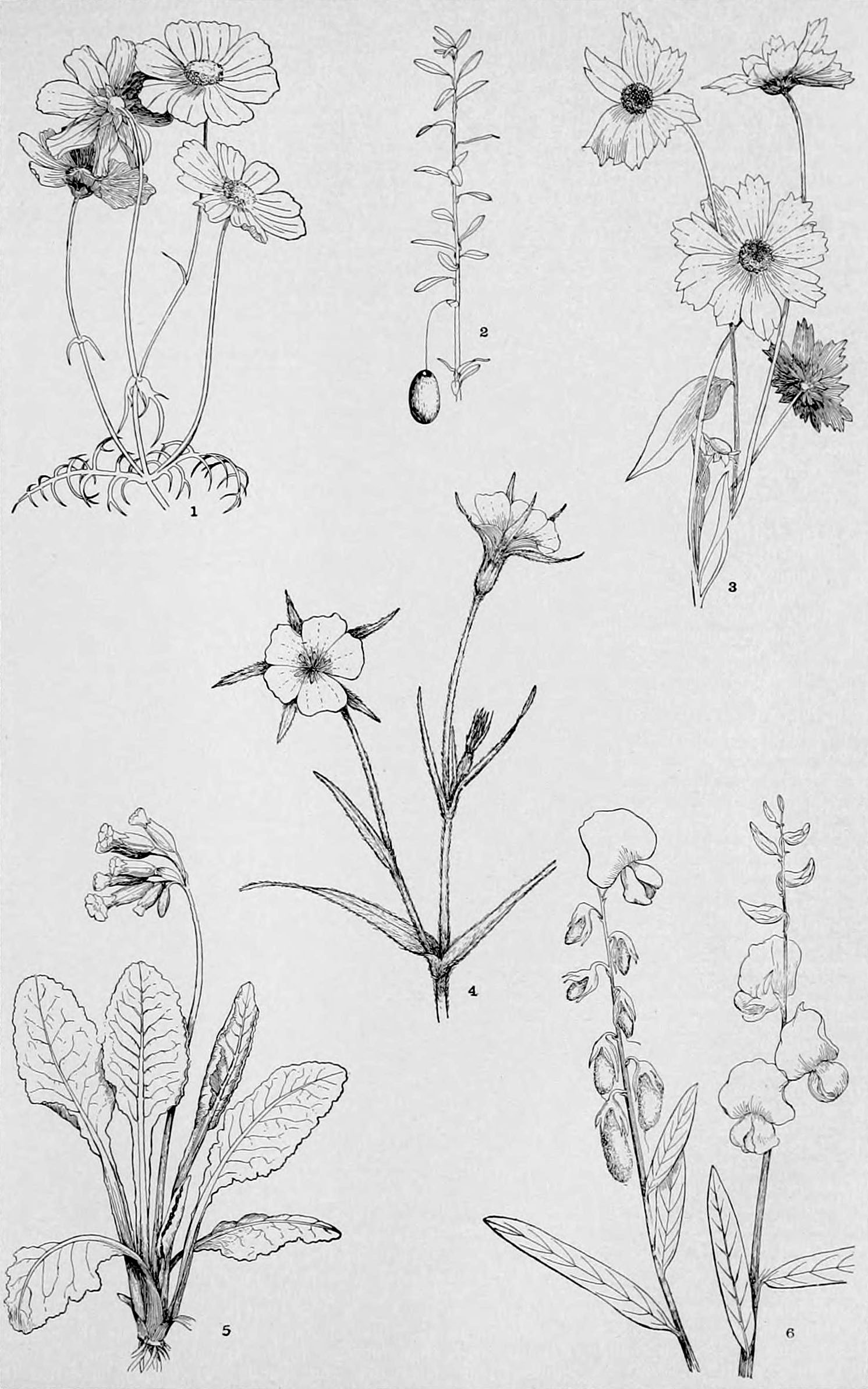